# Earle Wells
Earle Leonard Wells (Auckland, 27 de octubre de 1933-Whakatane, 1 de octubre de 2021) fue un deportista neozelandés que compitió en vela en la clase Flying Dutchman. Participó en los Juegos Olímpicos de Tokio 1964, obteniendo una medalla de oro en la clase Flying Dutchman.

## Palmarés internacional
| Juegos Olímpicos | Juegos Olímpicos | Juegos Olímpicos | Juegos Olímpicos |
| Año              | Lugar            | Medalla          | Clase            |
| ---------------- | ---------------- | ---------------- | ---------------- |
| 1964             | Tokio (Japón)    | Medalla de oro   | Flying Dutchman  |